# Nenana (rzeka)
Nenana – dopływ rzeki Tanana, o długości ok. 241 km, w centralnej Alasce w USA.